# Avadhuta
Avadhuta vient d'un terme sanskrit issu de la racine "secouer, agiter" qui, parmi d’autres usages, désigne dans la tradition hindouiste une forme de mystique ou de saint, un sadhu qui a dépassé le stade de la conscience égoïste, de la dualité et des préoccupations de conformité aux normes communes. Il agit par conséquent sans tenir compte des normes sociales courantes dans sa société. Avadhuta est un Jivanmukta qui délivre ses intuitions aux autres et leur enseigne la voie de sa réalisation intérieure et de son contact avec la réalité ultime (Brahman) et de soi-même (Atman). Il prend le cas échéant le rôle d'un gourou pour montrer le chemin du moksha aux autres. Certains Avadhuta sont également reconnu comme Paramahamsa.
Des personnages similaires (appelés familièrement "moines fous") sont également connus dans les traditions bouddhistes, comme le moine zen médiéval Ikkyū Sōjun, et le tulku tibétain Chögyam Trungpa Rinpoche du XXe siècle. Dans le bouddhisme tibétain, le type équivalent est appelé nyönpa.
Chez les indiens Lakota, une forme proche est le Haokah.

## Nudité
L'hindouiste allemand Feuerstein (1991 : p. 105) explique comment le terme avadhūta a été associé à la folie ou l'excentricité de saints, ou à la "sagesse folle" de certains paramahamsa se situant en dehors de la norme qui étaient souvent "skyclad" ou "nus" (sanskrit : digambara) :
"L'appellation "avadhūta", plus que toute autre, a été associée aux modes de comportement apparemment fous de certains paramahamas, qui dramatisent le renversement des normes sociales, un comportement caractéristique de leur mode de vie habituel. Leur nudité fréquente est peut-être l'expression la plus symbolique de ce renversement".